# Perspektywa środkowa

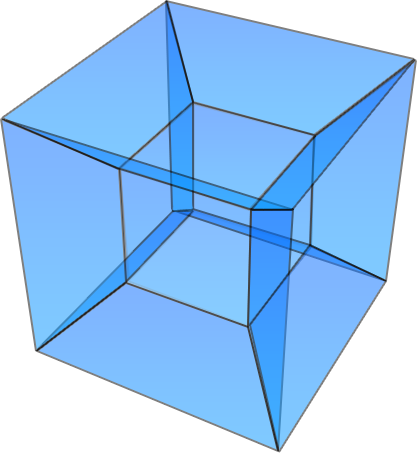

Perspektywa środkowa – sposób przedstawiania przedmiotów trójwymiarowych na płaszczyźnie tak, aby patrzący na rysunek miał wrażenie głębi. 
Z punktu widzenia geometrii jest to sposób przedstawiania figur z zastosowaniem rzutu środkowego, tzn. odpowiadające sobie punkty obu figur leżą na prostych przecinających się w jednym punkcie. 
Stosowana jest w malarstwie, rysunku architektonicznym itp. W rysunkach technicznych częściej stosuje się tzw. perspektywę równoległą (aksonometrię), czyli sposób przedstawiania figur przestrzennych na płaszczyźnie z zastosowaniem rzutu równoległego, kiedy proste łączące odpowiadające sobie punkty figury i jej rzuty na płaszczyznę są równoległe.